# レイア (野球チーム)
レイア（Reia）は、日本女子プロ野球機構に所属していたプロ野球チーム。
2012年は『大阪ブレイビーハニーズ』、
2013年から2014年まで『ノース・レイア』、
2015年は『東北レイア』、
2016年から2021年まで育成チーム『レイア』として活動していた。
獲得した主要タイトルは、女子プロ野球年間優勝1回である。

## 概要
- 2011年8月に3球団目を設立することが日本女子プロ野球機構から発表され、同年12月13日に大阪府を本拠地とする「大阪ブレイビーハニーズ」の参入が発表された。チーム名の由来は蜂のように最後まで諦めない攻撃で勇気を与えられるようにという意味を込めた造語の「Brabee」と、地元に愛される存在になるようにという意味を込めた「Honeys」を合わせたものである。
- 2013年、リーグ再編に伴い大阪ブレイビーハニーズとしての活動は1年で終了。2月14日のホームページリニューアルの際、ノース・レイアが大阪ブレイビーハニーズの継承球団であることが明記された[1]。
- 2014年までは「北日本」を活動地域としていたが、リーグが地域密着型経営をするための観点としてホームタウンを明確にすることになったことから、2015年からは宮城県をホームタウンとして「東北レイア」として活動することになった[1]。
- 2015年から女子野球普及のための「育成チーム」として活動することになった。トップ3球団混合チームとのエキシビジョンマッチ（旧チャレンジマッチ）、ティアラカップ、女子野球ジャパンカップ（ヴィクトリアシリーズ3位のチームとの出場決定戦に勝利した場合。敗退の場合は選手の一部が出場するトップ3チームに派遣される）、練習試合のみに参加する。
- 2017年、本拠地を京都に移すことが発表された[2]。
- ヴィクトリアシリーズ開催時に球場へ出向き、対戦しないチームの選手と共に試合運営にあたっている。
- 2020年から、レイア所属選手は新入団者含めてトップ3チームと兼任し、公式戦に出場する[3]。

## 歴史

### 2011年 - 2012年（大阪ブレイビーハニーズ）

#### 2011年
まず12月13日に既存の兵庫スイングスマイリーズから5選手、京都アストドリームスから4選手の移籍が発表され、監督の福間納、コーチの平下晃司、兵庫から移籍した小西美加の3人が設立記者会見を行った。12月23日には先に行われたトライアウトの合格者のうち7選手の入団が発表され、合わせて16人の選手で活動を開始。主将には京都から移籍した碇美穂子が就任した。

#### 2012年
前年まで2年連続最多勝など多くのタイトルを獲得した小西美加、外野手登録ながら投手としても2年連続で小西に次ぐ白星を挙げた小久保志乃を除けば前年までレギュラー格として出場していたのは梅本由紀が目立つ程度で、これらの選手が経験の少ない選手をいかに引っ張るかがポイントになった。
シーズンが始まるとミスの続出や貧打など懸念された選手層の薄さを露呈したことに加え、頼みの小西も打ち込まれる試合や打撃不振が目立ち開幕5連敗を喫する。小西はチーム6試合目で初勝利となる完投勝利を挙げると次第に復調していったが、チームはその後も波に乗り切れず結局前期は最下位に終わった。
後期も最初の5試合は3敗2分けのスタートであったが、前半戦に目立った課題が少しずつ改善されたことやルーキーの小西つどいが1番に定着したことなど明るい材料が出始め、9月後半からの5連勝で首位争いに加わる。3チームが勝率5割で並び、勝った方が優勝となる京都との最終10回戦（引き分けの場合は先に全日程を終えていた兵庫が勝利数により優勝）に無安打ながら2-1で勝利し、後期優勝を果たした。
続いて11月5日に行われた前期優勝の京都との総合優勝決定戦では、1点リードの最終7回表に3点を取られたがその裏に逆に3点を取って逆転サヨナラ勝ちを収め、年間総合優勝に輝いた。2勝以上を挙げたのが11勝の小西と2勝の小久保のみ、打率は小久保の.297が最高で3割打者がゼロと選手層の薄さは最後まで完全には解消されなかったが、ここ一番の試合を制しての年間優勝となった。女子野球ジャパンカップは準決勝で敗退。
個人タイトルは小西美加がMVP（角谷賞）・最多勝・最優秀防御率に加えてこの年から設定された最多イニングを受賞した。なお大阪の2人の小西、および京都の3選手の計5人が1本で並んでいた本塁打王に関しては、総合優勝決定戦で本塁打を打ったことが評価されて小西美加の単独受賞となった。
【公式戦結果】
- 前期 20試合 6勝13敗1分 勝率.316【3位】
- 後期 20試合 9勝8敗3分 勝率.529【優勝】

【総合優勝決定戦】
- 大阪ブレイビーハニーズ6-5京都アストドリームス ※勝利した大阪ブレイビーハニーズが、年間女王に

【タイトル受賞選手】
- 角谷賞（MVP）：小西美加
- 野手部門
  - 最多本塁打／1本塁打：小西美加
  - 最高盗塁阻止率／.304：碇美穂子
- 投手部門
  - 最多勝利／11勝：小西美加
  - 最優秀防御率／2.14：小西美加
  - 最多投球回／140回2/3：小西美加
- ベストナイン
  - 投手：小西美加

### 2013年 - 2014年（ノース・レイア）

#### 2013年
1月17日に行われたリーグ再編についての記者会見で、従来の関西3チームは東日本・西日本各2チームに再編されることが発表された。その後2月14日にリーグのホームページがリニューアルされた際、イースト・アストライア以外の3チームは前年までの関西3チームをそれぞれ継承することが明記され、ノース・レイアは大阪ブレイビーハニーズの継承チームとされた。
ノース･レイアとしての創立メンバーは碇、小久保など大阪からの「残留組」5選手に、兵庫からの5選手、京都からの1選手、野球日本女子代表で小西美加の後を継いで背番号18を付けた里綾実などルーキー4選手を加えた計15選手で、主将には小久保が就任した。
なお、この年のコーチング・スタッフは二転三転しており、当初は監督を古川修平、コーチを選手兼任で碇が担当することになっていたが、3月12日に西武ライオンズなどで活躍した杉山賢人が監督に就任し、古川はアストライアのコーチに転じた。だが杉山は解説者の仕事と並行しながら監督業を務めていたため不在となることもあり、その際にはリーグスーパーバイザーの太田幸司やアドバイザーの松本匡史が監督代行を務めた。結局杉山は6月13日付で辞任し、後任監督には前年まで兵庫で選手として活躍した坪内瞳が就任した。坪内はJWBL史上初の女性監督となる。
【公式戦結果】
- 38試合 8勝26敗4分 勝率.235【4位】

【タイトル受賞選手】
- 投手部門
  - 最多奪三振／62奪三振：里綾実
- ベストナイン
  - 一塁手：滝澤彩
  - 二塁手：佐藤千尋

#### 2014年
- ヴィクトリアシリーズ・イースト・アストライアとの東地区前期は5勝6敗1分けでわずかに負け越すが、リーグ戦の成績に加算されるティアラカップ姫路大会で逆転1位になる可能性もあった。しかしサウス・ディオーネに敗れ前期1位は逃す。

- 後期も、最終戦までステージ1位の行方がもつれ込んだが、イースト・アストライアに最終戦で大勝して後期1位を獲得、東地区の年間チャンピオンをかけた1ゲームプレーオフに臨むが、完敗して年間女王決定大会進出はならなかった。

- 球団名をノース・レイアから東北レイアに変更し拠点を宮城県へ移すことと、高卒ルーキーなどの若手選手を中心に、育成チームとして活動することが発表された。[1]

【公式戦結果】
- 東地区・前期 14試合 5勝8敗1分 勝率.388【2位】
- 東地区・後期 18試合 9勝9敗0分 勝率.500【優勝】
- 東地区前後期優勝決定戦 ノース・レイア1-5イースト・アストライア ※勝利したイースト・アストライアが、女王決定戦に出場

【タイトル受賞選手】
- 打者部門
  - 最多本塁打／1本塁打：佐藤千尋
- 投手部門
  - 最多奪三振／66奪三振：里綾実
  - 最多投球回／143回：里綾実
- 最優秀新人賞：大山唯

### 東北レイア（2015年）
日本女子プロ野球リーグが更なる地域密着型経営を推進するため、2012年度以来となる明確なホームタウン自治体を定めることになり、ノース・レイアは宮城県仙台市を本拠地とする「東北レイア」として再スタートを切ることになった。
またリーグの方針として、女子野球の競技人口などの普及拡大と育成面でのレベルアップの観点から、新卒を含む若手選手を中心とした「育成型チーム」として活動することにし、正規リーグ戦の「ヴィクトリアシリーズ」には参加しないことになり、事実上リーグ準加盟扱いとなった。ただ、将来のリーグ戦復帰を目指すとしている。
これに伴い、リーグ内での公式戦は正会員3チームとの年間3回総当たり（前期1・後期2）による「チャレンジシリーズ」と、4チームが参加してシーズン中に2回行う「ティアラカップ」、並びにヴィクトリアシリーズ年間3位チームとの「ジャパンカップ出場チーム決定戦」（勝利した場合女子野球ジャパンカップ出場権獲得）となり、それ以外はアマチュアチームとの練習試合や全日本女子硬式野球選手権大会、ジャパンカップなどの大会出場などの強化プログラム、および女子野球普及のための少女野球教室の開催にも積極的に取り組むとしている。
【公式戦結果】
- 年間順位 8試合 1勝7敗0分 勝率.125【4位】

### レイア（2016年 - ）

#### 2016年
引き続き、育成型クラブチームとしての活動を続けるが、本拠地の東北以外でも、全国規模で女子野球の普及・技術向上のための活動を進めるため、ホームタウン名を外した「レイア」にチーム名を変更する。本拠地の仙台はこれまでと同じ。2015年度に当チームで活動した選手の大半は、正会員3クラブにそれぞれ振り分けて移籍し、当チームは新人11人（アカデミー生1名を含む）が育成型チームの2期生として入団する
なおレイアが正会員3チームと対戦する「チャレンジマッチ」のシリーズは、前年の正会員3チームそれぞれとの総当たりではなく、正会員3チームから出場機会が少ない選手を主とした選抜チームとの対戦に変更された。カップ戦（ティアラカップ、ジャパンカップ出場チーム決定戦）は従来と同じくチーム単位での対戦となる
また育成型チーム第2期生となる今季は、正会員3チームに選手を振り分けて、実際にトップチームの選手と一緒になって公式戦の試合に参加できる「トライアルゲーム制度」を試験的にヴィクトリアシリーズで導入し、育成選手である彼女らに高いレベルでの実践経験の向上とスキルアップを図ることを目的としており、6月11・12日と7月1・2日に行われる、アストライア埼玉対フローラ京都（前者2試合は埼玉ホーム、後者2試合は京都ホーム）の4試合で実施され、レイアの6選手がそれぞれ3名ずつ派遣される。
- 拠点を京都府城陽市へ移すことが発表された。[19]

【公式戦結果】
- 9試合 4勝5敗0分 勝率.444

#### 2017年
2017年のレイアは本拠地をこれまでの仙台から京都へ移し、選手のレベルアップや他チームとの交流を図り、女子プロ野球の普及や強化に取り組むとしている。
レイアとしての公式戦出場は、「トライアルゲーム」を強化して随時正会員3チームにレイアの選手を理事会同意のうえで派遣し、毎月月末に「昇格」（移籍）内定者を決定、翌月から正会員の試合に出場できる権利を与えることにした。これに伴い「チャレンジマッチ」は廃止された。
またカップ戦については従来通り「ティアラカップ」（2大会・最大4）と「ジャパンカップ出場チーム決定戦」（正会員の通年3位チームとのワンマッチ）の最大5試合となった。
【公式戦結果】
- 5試合 1勝4敗0分 勝率.200

#### 2018年
【公式戦結果】
- 3試合 1勝2敗0分 勝率.333

#### 2019年
【公式戦】中止

#### 2020年
前年11月にリーグ所属選手71人の約半数にあたる36人が退団したこともあり、レイア所属選手は新入団者含めてトップ3チームと兼任し、公式戦に出場する。

#### 2021年
女子プロ野球在籍選手不足のため中止となる。

## シーズン成績

### リーグ戦
- 2012年：前期3位、後期1位、【年間女王】[4]
- 2013年：通算4位[27]
- 2014年：前期：東地区：2位、後期：東地区：1位[12]

※2015年以降、育成球団

### 女王決定戦
- 2012年11月5日：大阪6-5京都【年間女王】[28]

### 女子野球ジャパンカップ
- 2012年：準決勝敗退[29]
- 2014年：1回戦敗退[30]
- 2015年：出場決定戦敗退[31]
- 2016年：出場決定戦敗退[32]
- 2017年：出場決定戦敗退[33]
- 2018年：出場決定戦敗退[34]
- 2019年：出場決定戦中止[35]

## 選手
また、大阪ブレイビーハニーズにのみ所属した選手については大阪ブレイビーハニーズの選手一覧を参照。

## 映像作品
- 「Girls be Ambitious!!〜レイア 汗と涙の記録〜」（2015年製作　BS11デジタル他で放送[36]）
  - 東北地方密着型・育成型チームとして再スタートを切った東北レイアの1年目に密着したもので、チーム強化のための高校生チームとの練習試合での屈辱の完封負けを糧として、正会員チームと争ったジャパンカップ出場決定戦を闘うまでの軌跡を描いた。